# 412
| 412                |
| ------------------ |
| Dødsfald - Fødsler |
|                    |

| Gregoriansk kalender | 412 CDXII               |
| Ab urbe condita      | 1165                    |
| Armensk kalender     | I/T                     |
| Kinesiske kalender   | 3108 – 3109 辛亥 – 壬子 |
| Etiopisk kalender    | 404 – 405               |
| Jødisk kalender      | 4172 – 4173             |
| Hindukalendere       |                         |
| - Vikram Samvat      | 467 – 468               |
| - Shaka Samvat       | 334 – 335               |
| - Kali Yuga          | 3513 – 3514             |
| Iransk kalender      | 210 BP – 209 BP         |
| Islamisk kalender    | 217 BH – 216 BH         |

## Begivenheder
- Ved årets begyndelse gør to kejsere krav på den vestromerske trone. Foruden den officielle kejser Honorius er det Jovinus, der fra sin base i det nordlige Gallien har støtte fra lokale adelsmænd og fra alaner og burgundere, der har bosat sig i området.
- Årets romerske consuler er de to kejsere, den østromerske kejser Theodosius og den vestromerske kejser Honorius.
- Det visigotiske folk, ledet af kong Ataulf, er på sit plyndringstogt nået til det sydlige Gallien. Ataulf indgår alliance med modkejseren Jovinus.
- Det meste af Hispania (Spanien) kontrolleres af alaner, sveber og vandaler. Det vestromerske rige er ude af stand til at fordrive dem.
- Modkejseren Jovinus udråber sin bror Sebastianus til medkejser.
- Heraclianus, der er guvernør (comes) i provinsen Africa (Tunis) gør oprør mod kejser Honorius og afbryder de livsvigtige fødevareforsyninger til Rom.

### Religion
- 30. januar 412 udsender kejser Honorius en forordning, der officielt forbyder donatismen. Der indledes forfølgelser af donatisterne.
- Kyrillos af Alexandria udnævnes til patriark af Alexandria.

## Født
- 8. februar - Proclus Lycaeus, i Konstantinopel. Han var uddannet jurist, men blev kendt som en af de sidste neoplatonistiske filosoffer. (Død 485).
- Lu Huinan. Hendes søn blev kejser under navnet Xiaowu i det kinesiske Liu Song-dynasti. (Død 466).

## Dødsfald
- Sarus, visigotisk høvding. Dræbt af kong Ataulfs mænd.
- 15. oktober - Theofilos, patriark af Alexandria.
- Qifu Gangui, fyrste af Xianbei-staten, det "vestlige Qin".
- Wang Shen'ai, kejserinde af Jin-dynastiet i Kina. (Født 384)